# Otto Ites
Otto Christian Ites (* 5. Februar 1918 in Norden; † 2. Februar 1982 ebenda) war ein deutscher Marineoffizier, zuletzt Konteradmiral der Bundesmarine.

## Leben

### Kriegsmarine
Ites‘ Eltern waren der Gymnasiallehrer und Oberstudiendirektor Harmannus Ites (1874–1971) und Mathilde, geb. Swart (1889–1961), Tochter des Landwirts Otto Christian Swart, Besitzer von Groß-Langhaus, Westermarsch. Otto Ites‘ Zwillingsbruder Rudolf Ites (5. Februar 1918–1. März 1944) war wie sein Bruder bei der Kriegsmarine, zuletzt als Kommandant von U 709 im Range eines Oberleutnants zur See. Er ging am 1. März 1944 mit seinem von drei amerikanischen Zerstörern nördlich der Azoren versenkten U-Boot mit der gesamten Besatzung unter.
Am 3. April 1936 trat Otto Ites mit 18 Jahren in die Kriegsmarine ein und diente nach seiner Ausbildung auf den Torpedobooten Kondor und Albatros. Er wurde am 10. September 1936 zum Seekadett, am 1. Mai 1937 zum Fähnrich zur See, am 1. Juli 1938 zum Oberfähnrich zur See und am 1. Oktober 1938 zum Leutnant zur See befördert.
Am 3. Oktober 1938 wurde er zur U-Bootschule abkommandiert, wo er einen U-Lehrgang absolvierte. Danach wurde er als Zweiter Wachoffizier auf U 48 eingesetzt. Auf diesem Boot nahm Ites an insgesamt neun Feindfahrten teil: fünf unter Herbert Schultze und jeweils zwei unter Hans-Rudolf Rösing und Heinrich Bleichrodt. Am 1. Oktober 1940 wurde er zum Oberleutnant zur See befördert und ging – nun als Erster Wachoffizier – mit U 48 auf eine weitere Feindfahrt, und zwar erneut unter dem Kommando von Herbert Schultze. Danach absolvierte Ites seinen Kommandanten-Lehrgang und übernahm anschließend am 31. März 1941 das Kommando über U 146, ein Boot vom Typ II D.
Feindfahrten
U 146
1. 17. Juni 1941 bis 14. Juli 1941 (1 Schiff mit 3.496 BRT versenkt)
2. 26. Juli 1941 bis 11. August 1941

U 94
1. 2. September 1941 bis 15. Oktober 1941 (4 Schiffe mit 29.319 BRT versenkt)
2. 12. Januar 1942 bis 30. Januar 1942
3. 12. Februar 1942 bis 2. April 1942 (4 Schiffe mit 21.809 BRT versenkt)
4. 4. Mai 1942 bis 23. Juni 1942 (7 Schiffe mit 30.280 BRT versenkt)
5. 3. August 1942 bis 28. August 1942

Mit diesem Boot konnte er auf zwei Feindfahrten vom 7. April 1941 bis zum 26. August 1941 ein Schiff mit 3.496 BRT versenken. Am 29. August 1941 übernahm er als Kommandant das wesentlich größere U 94 (Typ VII C) von Herbert Kuppisch. Mit diesem Boot unternahm Ites fünf Feindfahrten und versenkte insgesamt 15 Schiffe mit 81.408 BRT. Für seine Erfolge wurde Ites am 28. März 1942 mit dem Ritterkreuz des Eisernen Kreuzes ausgezeichnet.
Am 28. August 1942 wurde U 94 im Karibischen Meer östlich von Kingston (Jamaika) durch ein Catalina-Flugboot der US-Navy Squadron VP-92 bombardiert, und anschließend von der kanadischen Korvette HMCS Oakville auf Position 17° 40′ N, 74° 30′ W im Marine-Planquadrat EC 1613 durch Rammstöße versenkt. Es gab 19 Tote und 26 Überlebende, darunter auch Ites, der daraufhin bis zum 1. Mai 1946 in amerikanische Kriegsgefangenschaft geriet.

### Nach dem Zweiten Weltkrieg
Nach seiner Rückkehr nach Deutschland immatrikulierte sich Ites im Wintersemester 1946/47 an der Universität Bonn, um Zahnmedizin zu studieren. Am 20. Oktober 1950 wurde Ites an der Medizinischen Fakultät promoviert. Er arbeitete danach einige Jahre als Zahnarzt, trat aber 1956 im Dienstgrad Fregattenkapitän in die Bundesmarine ein. 1958 wurde er Referent im Führungsstab der Marine.
Im November 1960 übernahm er als Kommandant den Zerstörer 2 (ehemals Ringgold) und führte ihn bis September 1962.
Nach Beförderungen zum Kapitän zur See (1964) und zum Flottillenadmiral (1971), in dieser Zeit (Oktober 1968 bis März 1971) war er Kommandeur der Marineortungsschule in Bremerhaven, wurde er Admiral Marineausbildung im Marineamt, dessen Leitung als Amtschef er im April 1975 übernahm. Im selben Jahr wurde er zum Konteradmiral befördert. 1977 ging Ites aus dieser Position in den Ruhestand. Er starb 1982 in seiner Heimatstadt Norden.

## Sonstiges
Ites wurde zweimal namentlich im Wehrmachtbericht erwähnt: am 30. März 1942 und am 18. Juni 1942. Er war verheiratet und hatte zwei Kinder.

## Auszeichnungen
- Eisernes Kreuz II. Klasse am 27. Oktober 1939
- U-Boot-Kriegsabzeichen am 21. Dezember 1939
- Eisernes Kreuz I. Klasse am 25. Februar 1940
- Ritterkreuz des Eisernen Kreuzes am 28. März 1942